# Xavier Eyma
Louis Étienne Xavier Eyma (Saint-Pierre-le-Mouillage, 22 octobre 1816, - Neuilly-sur-Seine, 29 mars 1876) est un journaliste et écrivain français, auteur, entre autres, de romans, de récits de voyage et de pièces de théâtre.

## Biographie
Créole blanc né en Martinique, fils illégitime de Louis, un avocat français ayant longtemps exercé à La Nouvelle-Orléans et Victorine Eyma, il fait ses études en France et entre dans l'administration de la Marine à Paris en 1836. Il commence alors à écrire dans la presse parisienne et obtient en 1840 un premier succès avec son roman Le Médaillon.
Chargé d'une mission aux Antilles visant à y étudier l'éducation (1845), il voyage aussi aux États-Unis (1846) comme correspondant français du journal La Chronique, et en tire plusieurs récits de voyages. Rédacteur à son retour du Journal des actionnaires, il repart à La Nouvelle-Orléans où son père résidait, en 1858 et y travaille comme directeur de la section française de L'Abeille (1858-1859). Il y devient ami, entre autres personnalités américaines, de Washington Irving et visite les plaines de l'Ohio, Mammoth Cave, Leavenworth et Philadelphie.
À La Nouvelle-Orléans, il assiste à l'arrivée des restes de la tribu des Séminoles qui seront déportés en Arkansas. Bien qu'admirateur des États-Unis, Eyma condamnera dans ses écrits l'esclavage et le massacre des Indiens.
Il visite ensuite Cuba puis, rentré en France en 1861, il travaille pour de nombreux journaux dont Le Figaro et La Liberté.
Ses pièces ont été représentées sur les plus grandes scènes du XIXe siècle : Théâtre du vaudeville, Théâtre des Variétés, Théâtre de la Porte-Saint-Martin, etc.
Directeur du Nouvelliste de Paris (1874-1876, on lui doit aussi des traductions d'auteurs américains comme Washington Irving (Histoire de la conquête de Grenade, 1865).
Il meurt le 29 mars 1876 en son domicile au no 57 rue Louis-Philippe, à Neuilly-sur-Seine.
Inhumé au cimetière de Neuilly, il est exhumé pour être inhumé au cimetière Montmartre le 7 juin 1883, dans la 10e division, son nom n’est pas sur la tombe, mais ses descendants oui, tombe qui a été restaurée.

## Œuvres
- Écrivains et artistes vivants, français et étrangers, biographies, 3 vols., 1840
- Le Médaillon, roman, 1840
- Emmanuel, poésies, 1841
- Introduction à une politique générale, 1842
- L'Abandon !, chanson, 1842
- Album de 10 mélodies pour voix et piano, avec Charles Delange et Francis Tourte, 1849
- Le Croiseur, chant maritime, 1849
- Dolorita, chanson catalane, 1849
- Capitaine... de quoi ?, vaudeville en un acte, avec Amédée de Jallais, 1850
- Le Renard et les raisins, comédie-vaudeville en 1 acte, avec de Jallais, 1851
- Les cent écus de Claude, feuilleton, 1852
- Les Deux Amériques, histoire, mœurs et voyages, récit, 1853
- Le Mariage au bâton, comédie-vaudeville en 1 acte, avec Déaddé Saint-Yves, 1853
- Les Femmes du nouveau monde, 1853
- Les Peaux-Rouges, scènes de la vie des Indiens, récit, 1854
- Xavier Eyma, Les peaux noires : scènes de la vie des esclaves, Paris, Michel Lévy frères, 1857 (OCLC 85887986, lire en ligne)., 1857
- Le Roi des Tropiques, 1860
- Le Trône d'argent, 1860
- Aventuriers et corsaires, Michel Lévy, 1861
- Le Canal maritime du Darien, état de la question, 1861
- La République américaine, ses institutions, ses hommes, 1861
- Le roman de Flavio (Naples en 1798), roman, Michel Lévy, 1862
- Scènes de mœurs et de voyages dans le Nouveau-Monde, 1862
- La vie dans le Nouveau-Monde, récit, Poulet-Malassis, 1862
- Les Trente-quatre étoiles de l'Union américaine, 1862
- Légendes, fantômes et récits du Nouveau-Monde, 2 vols., 1863
- Les Poches de mon parrain, roman, 2 vols., 1863
- De la circulation libre des coupons à revenu fixe, 1864
- Nice et les Alpes-Maritimes, sites pittoresques, monuments, description et histoire des arrondissements de Nice, de Puget-Théniers et de Grasse composant ce nouveau département, texte descriptif et historique, avec Joseph Dessaix, 1865
- La Chasse à l'esclave, roman, 1866
- La Mansarde de Rose, suivie de Thérèse Lorrain, roman, A. Faure, 1867
- Tobine, boléro, 1868
- 20 Mélodies, piano et chant, avec Victor Hugo, 1874
- Les Gamineries de Mme Rivière, 1874
- La Vie aux États-Unis, notes de voyage, Plon, 1876
- Les Amoureux de la demoiselle, roman, Dentu, 1877
- Les Deux manoirs, non daté
- Excentricités américaines, non daté
- Le Grand cordon et la corde, non daté
- Mademoiselle Topaze, non daté
- Le Masque blanc, non daté
- Monrose..., non daté